# Sekwestracja (prawo)
Sekwestracja – pojęcie używane w prawie niektórych krajów europejskich, oznacza w dużym uproszczeniu, tyle co oddanie przedmiotu sporu na przechowanie do czasu ogłoszenia wyroku. 
Należy do najbardziej popularnych środków zabezpieczających, polega na tym, iż wnioskodawca może zyskać własność dowolnego składnika majątku drugiej strony lub cofnięcie prawa strony przeciwnej do rozporządzania majątkiem w inny sposób. Sekwestrację można orzec w celu zapewnienia przyszłego wykonania wyroku aż do chwili zaspokojenia roszczenia. 
Sekwestrem powinien zostać objęty majątek dłużnika, mający pokryć wartość konkretnej kwoty roszczenia. Sekwestrację można orzec w celu zapewnienia przyszłego wykonania wyroku w odniesieniu do nadrzędnego prawa do pewnego majątku (przykład sekcja 15 par.2 Kodeksu Postępowania Sądowego Szwecji).